# Споменик Патријарху српском Иринеју
Споменик Патријарху српском Иринеју је постављен у порти Саборне цркве у Нишу. Патријарх српски Порфирије је 22. априла 2023. године открио и осветио споменик Патријарху српском Иринеју који је преминуо 2020. године.
Овом свечаном чину присуствовао је велики број званица, представници Српске православне цркве, Града Ниша и Војске Србије.
Аутор споменика је вајар Зоран Ивановић, редовни професор Факултета примењених уметности Универзитета уметности у Београду. Споменик је направљен захваљујући донацијима Kлуба привредника града Ниша и Kопнене војске Србије.
Споменик је постављен на иницијативу Управе Саборног храма у Нишу, Епархије нишке и Нишке црквено-певачке дружине "Бранко". Патријарх Иринеј био је почасни председник Нишке црквено-певачке дружине "Бранко", а под његовим оком хор је стасавао и развијао се, након ослобођења Србије од комунизма. Нишка црквено-певачка дружина "Бранко" учествовала је у освећењу споменика, априла 2023. године, а певала је и на устоличењу блаженопочившег Патријарха и на његовој сахрани.
Патријарх Иринеј столовао је у Нишу пуних 36 година.